# Margaret Cousins
Margaret (Gretta) Cousins, född Gillespie, född 7 november 1878, död 11 mars 1954, var en irländsk suffragett. 
Margaret föddes i Boyle i Roscommon county på Irland. Hon var mycket musikalisk och tog en universitetsexamen i musik vid Royal Irish Academy of Music i Dublin.
1903 gifte hon sig med James Cousins - en poet, konstnär och författare. Själv arbetade Margaret som musiklärare. De båda makarna var aktiva teosofer.
Efter att ha besökt ett suffragettmöte i Manchester, England bildade Margaret 1908 Irish Women’s Franchise League (IWFL) tillsammans med Francis och Hanna Sheehy-Skeffington.
1910 deltog Cousins i kvinnorättsaktioner i London. Efter ett upplopp på Downing Street fängslades hon en månad i Holloway Gaol.
I januari 1913 fängslades Margaret Cousins åter för suffragettaktiviteter, denna gång på Irland. Hon hungerstrejkade i fängelset i protest mot detta och efter att hon frigetts så emigrerade makarna Cousins till Indien där Margaret Cousins, Annie Besant och ett sjuttiotal andra kvinnor bildade Women’s Indian Association som verkade för indisk självständighet och kvinnors rättigheter i Indien.
1928 utnämndes Margaret Cousins till den första kvinnliga domaren i Indien. I december 1932 dömdes Cousins till ett års års fängelse för att hon, som domare, offentligt protesterat mot de nya undantagslagar som begränsade yttrandefriheten i Indien. I kvinnofängelset i Vellore hungerstrejkade hon till stöd för Mahatma Gandhi som också satt fängslad vid denna tidpunkt. Efter sin frigivning, året därpå, fortsatte Cousins att driva opinion i kvinnorättsfrågor och 1938 valdes hon till ordförande för All India Women's Conference som hon själv varit med att grunda tio år tidigare.
1941 utgav Cousins boken The Music of Orient and Occident.
Cousins reste outtröttligt runt i landet, arrangerade kampanjer och grundade flera institutioner som Madras Seva Sadan och Children’s Aid Society. 1943 drabbades hon av en stroke som satte ned hennes arbetskapacitet men hon fortsatte att vara aktiv livet ut.
1949 gav regeringen i Madras henne ett stipendium på 5000 rs som erkännande för hennes kamp för Indiens självständighet och 1953 fick hon motta en check på 3000 rs från premiärminister Pandit Nehru.
Cousins dog 1954, vid 78 års ålder, i Teosofiska sällskapet i Adyar, Madras.